# Афанасьево (Крым)
Афана́сьево (до 1948 года Ста́рый Казанти́п Тата́рский; укр. Афанасьєве, крымскотат. Tatar Eski Qazan Tip, Татар Эски Къазан Тип) — исчезнувшее село в Ленинском районе Республики Крым, располагавшееся на севере района и Керченского полуострова, на одноимённом мысе, включённое в состав Мысового, сейчас — район на востоке села.

## История
Первое документальное упоминание села встречается в Камеральном Описании Крыма… 1784 года, судя по которому, в последний период Крымского ханства Казандип входил в Арабатский кадылык Кефинского каймаканства.
После присоединения Крыма к России (8) 19 апреля 1783 года, (8) 19 февраля 1784 года, именным указом Екатерины II сенату, на территории бывшего Крымского Ханства была образована Таврическая область и деревня была приписана к Левкопольскому, а после ликвидации в 1787 году Левкопольского — к Феодосийскому уезду Таврической области. После Павловских реформ, с 1796 по 1802 год, входила в Акмечетский уезд Новороссийской губернии. По новому административному делению, после создания 8 (20) октября 1802 года Таврической губернии, Казантип был включён в состав Кадыкелечинской волости Феодосийского уезда.
По Ведомости о числе селений, названиях оных, в них дворов… состоящих в Феодосийском уезде от 14 октября 1805 года , в деревне Казантип числилось 18 дворов и 116 жителей. На военно-топографической карте генерал-майора Мухина 1817 года деревня Казантип обозначена с 21 двором. После реформы волостного деления 1829 года Казантип, согласно «Ведомости о казённых волостях Таврической губернии 1829 года», отнесли к Чалтемирской волости (переименованной из Кадыкелечинской). На карте 1842 года Казантип обозначен с 11 дворами.
В 1860-х годах, после земской реформы Александра II, деревню приписали к Сарайминской волости. Согласно «Списку населённых мест Таврической губернии по сведениям 1864 года», составленному по результатам VIII ревизии 1864 года, Казантип — владельческая татарская и русская деревня с 43 дворами, 207 жителями и рыбными заводами на берегу моря и при Акташском соляном озере. По обследованиям профессора А. Н. Козловского начала 1860-х годов, в селении «имеется хорошая пресная вода» в колодцах глубиной 1—5 саженей (от 2 до 10 м). На трёхверстовой карте Шуберта 1865—1876 года в деревне Казантип обозначено 20 дворов. На 1886 год в деревне Казантип, согласно справочнику «Волости и важнѣйшія селенія Европейской Россіи», проживало 210 человек в 38 домохозяйствах, действовала мечеть. По «Памятной книге Таврической губернии 1889 года», по результатам Х ревизии 1887 года, в деревне Казантип, уже Петровской волости, числилось 25 дворов и 164 жителя. По «…Памятной книжке Таврической губернии на 1892 год» в Казантипе, входившем в Ташлыярское сельское общество, числилось 112 жителей в 23 домохозяйствах, а в безземельном Казантипе, не входившем в сельское общество — 125 жителей, домохозяйств не имеющих. На верстовой карте Крыма 1896 года в селении обозначено 47 дворов с татарским населением и мечеть. По «…Памятной книжке Таврической губернии на 1902 год» в деревне Казантин, входившей в Ташлыярское сельское общество, числилось 340 жителей в 35 домохозяйствах. По Статистическому справочнику Таврической губернии. Ч.II-я. Статистический очерк, выпуск пятый Феодосийский уезд, 1915 год, в деревне Казантип татарский Петровской волости Феодосийского уезда числилось 52 двора (37 дворов с землёй, 15 — безземельные) с татарским населением в количестве 135 человек приписных жителей и 109 «посторонних», из которых 128 мужчин и 116 женщин. Жители владели 385 десятинами удобной земли. В хозяйствах имелось 91 лошадь, 15 волов, 39 коров и 350 голов овец, свиней, или коз.
После установления в Крыму Советской власти, по постановлению Крымревкома, 25 декабря 1920 года был образован Керченский (степной) уезд, а, постановлением ревкома № 206 «Об изменении административных границ» от 8 января 1921 года была упразднена волостная система и село вошло в состав Петровского района Керченского уезда, а в 1922 году уезды получили название округов. 11 октября 1923 года, согласно постановлению ВЦИК, в административное деление Крымской АССР были внесены изменения, в результате которых округа были отменены, Керченский округ слили с Феодосийским, Петровский район упразднили, влив в Керченский район. Согласно Списку населённых пунктов Крымской АССР по Всесоюзной переписи 17 декабря 1926 года, в селе Казантип Татарский, Казантипского сельсовета Керченского района, числилось 22 двора, из них 16 крестьянских, население составляло 92 человека, все татары, действовала татарская школа I ступени (пятилетка). Постановлением ВЦИК «О реорганизации сети районов Крымской АССР» от 30 октября 1930 года (по другим сведениям 15 сентября 1931 года) Керченский район упразднили и село включили в состав Ленинского. По данным всесоюзной переписи населения 1939 года в селе проживало 193 человека. На подробной карте РККА Керченского полуострова 1941 года в селе обозначено 24 двора.
В 1944 году, после освобождения Крыма от фашистов, согласно постановлению ГКО № 5859 от 11 мая 1944 года, 18 мая крымские татары были депортированы в Среднюю Азию. С 25 июня 1946 года Казантип Татарский в составе Крымской области РСФСР. Указом Президиума Верховного Совета РСФСР от 18 мая 1948 года, Старый Казантип татарский переименовали в Афанасьино. 26 апреля 1954 года Крымская область была передана из состава РСФСР в состав УССР. Афанасьево присоединили к Мысовому в 1957 году (согласно справочнику «Крымская область. Административно-территориальное деление на 1 января 1968 года» — в период с 1954 по 1968 годы).

### Динамика численности населения
| - 1805 год — 116 чел. - 1864 год — 207 чел. - 1886 год — 210 чел. - 1889 год — 164 чел. - 1892 год — 237 чел. | - 1902 год — 340 чел. - 1915 год — 135/109 чел. - 1926 год — 92 чел. - 1939 год — 193 чел. |